# Асан (роман)
«Асан» — роман русского писателя Владимира Маканина. Победитель «Большой книги» 2008 года.

## Общая информация
Роман «Асан» издан в 2008 году издательством «Эксмо» в Москве. Общий объём книги составляет 480 страниц печатного текста.
Для писателя это произведение считается этапным. В нём Маканин как бы «закрывает» чеченский вопрос. Название «Асан» происходит от мифического полководца, покорившего народы. Он заглавный чеченский идол и тесно связан с именем Александр.

## Сюжет
В центре произведения — персонаж майора Александра Жилина. Именно он ведёт своё повествование. Начало романа открывает сцена прибытия в Чечню пьяного пополнения, сопровождающего колонну с горючим. Майор Жилин, тот ответственный военнослужащий, который переживает за вверенную миссию. Он делает свой бизнес, поставляя горючее федеральным войскам или боевикам.
Сам Жилин выступает в романе как бы богом этой войны. Совершенный торгаш, которого породило само противостояние. Его бросили в начале 90-х на охрану складов с оружием, на верную смерть и растерзание. Но в нём открылся дар купца, способного применять рыночные условия, используя обе противоборствующие стороны. Писатель демонстрирует эту грань, по которой как по нитке ходит Жилин: либо ты бог войны, либо никто — и значит, такого можно резать, как овцу. Асан неуязвим для чеченцев, и находит смерть от рук своих.

## Критика
Новое произведение Маканина наделало очень много шума среди литературного сообщества. Роман разъярил многих.
Журналист Аркадий Бабченко сначала на сайте «Искусство войны», а затем на страницах «Новой газеты» выступил жёстко и критично. Его поддержали многие ветераны боевых действий в Чечне:
Соприкосновения с реальностью в «Асане» нет ни единого… Да, в Чечне воровали и продавали всё что можно. Все кто мог. Да, интенданты крали эшелонами на всех войнах. Но никогда они не были богами войны. И всегда их чморили — как свои, так и противник. Всегда эти сделки проходили неприязненно. Воин вызывает больше уважения, чем шестёрка-торгаш, крысятничающая у своих. А уж тем более на Кавказе.
Многие представители чеченского народа тоже высказались против романа и его сюжета. Тимур Алиев неоднократно выступал с критикой произведения.
А вот были и те, кто встал на сторону автора и попытался понять его сложную структуру оценки происходящего в той войне. Алла Латынина, так высказалась о романе:
На мой взгляд, роман Маканина вовсе не холодный и не конъюнктурный. У романа есть удивительные провалы. Но есть и взлёты, на которые авторы посредственных и конъюнктурных произведений просто неспособен